# Bänkerträsket
Bänkerträsket är en sjö i Piteå kommun i Norrbotten som ingår i Lillpiteälvens huvudavrinningsområde. Sjön har en area på 6,57 kvadratkilometer och ligger 274 meter över havet.
Sjön är den största sjön i flodområdet kring Lillpiteälven.
Sjön återfinns i Selma Lagerlöfs ”Nils Holgerssons underbara resa genom Sverige”. Gässen övernattar i Bänkerträsket på sin färd mot Kebnekaise.

## Delavrinningsområde
Bänkerträsket ingår i delavrinningsområde (727735-171551) som SMHI kallar för Utloppet av Bänkerträsket. Medelhöjden är 327 meter över havet och ytan är 45,88 kvadratkilometer. Räknas de 16 avrinningsområdena uppströms in blir den ackumulerade arean 168,04 kvadratkilometer. Avrinningsområdets utflöde Lillpiteälven mynnar i havet. Avrinningsområdet består mestadels av skog (70 procent). Avrinningsområdet har 6,74 kvadratkilometer vattenytor vilket ger det en sjöprocent på 14,7 procent.